# Emmanouíl Tzanfournáris
Emmanouíl Tzanfournáris (en grec moderne : Εμμανουήλ Τζανφουρνάρης ; 1570-1631, également appelé Emmanouíl Mános) est un peintre grec.
Il a été peintre à Corfou et à Venise. Il a reçu l'enseignement du célèbre peintre Thomás Bathás (en). Le père d'Emmanouíl, Georgios, est également un peintre célèbre. Emmanouíl est actif au sein de la communauté grecque de Venise, jusqu'en 1625. Certaines de ses peintures se trouvent dans l'église San Giorgio dei Greci. Il est influencé par Michel Damaskinos et d'autres peintres vénitiens. Tzanfournaris a adopté l'école vénitienne tout en restant fidèle à la maniera greca. Il a influencé les œuvres d'innombrables peintres, notamment Emmanuel Tzanes, Frantzéskos Kavertzás (en), Philótheos Skoúfos (en) et son fils Theofilakto Tzanfournáris. Les œuvres de Tzanfournáris sont présentes dans le monde entier. Seize de ses tableaux ont survécu,,,.

## Biographie
Emmanouíl Tzanfournáris est né à Corfou. Son père est Georgios Tzanfournáris, un peintre célèbre. Ce dernier a peint l'église du Pantokrator dans la ville de Zigos à Corfou. Le professeur d'Emmanouíl est le célèbre peintre crétois Thomas Bathas. Vers l'âge de 29 ans, Emmanouíl s'installe à Venise. Il y reste pendant vingt-huit ans. Pendant son séjour à Venise, il épouse Eleni Soderini, en 1605. Ils ont quatre enfants. Theofilakto, Thomas, Andreas, et Roza. Theofilakto est un prêtre et un peintre. Son frère Thomas devient avocat. La signature d'Emmanouíl est présente au sein de la communauté grecque de 1611 à 1629. En 1623, il est élu vicaire. Il est le représentant d'un évêque. Il paie également chaque année sa cotisation en tant que membre de la communauté grecque. Il meurt à 61 ans en 1631. Dans les registres publics vénitiens, il est connu sous le nom de Manuel Zanfornari da Corfou.
Certaines de ses icônes se trouvent dans l'église grecque de Venise San Giorgio dei Greci. Son fils a hérité de deux de ses icônes. Un testament exécuté le 14 février 1651 à Venise désigne Theofilakto comme le receveur de deux tableaux. La Dormition de Saint Spyridon et la Fête de l'Orthodoxie. Le 1er mars 1658, Theofilakto donne les icônes à l'église grecque de Venise San Giorgio dei Greci. Tzanfournáris devint un peintre extrêmement populaire. Sa signature était contrefaite, comme c'était le cas pour de nombreux artistes populaires. Son style évolue. Ses premières œuvres témoignent de l'école traditionnelle crétoise, tandis que ses dernières œuvres ont évolué en raison de son exposition à l'art de Venise. De nombreux artistes ont été influencés par Tzanfournáris, notamment : Emmanuel Tzanes et Franghias Kavertzas (en). Emmanuel Tzanes était le prêtre de San Giorgio dei Greci. Philotheos Skoufos (en) a également séjourné brièvement à Venise.

## Galerie

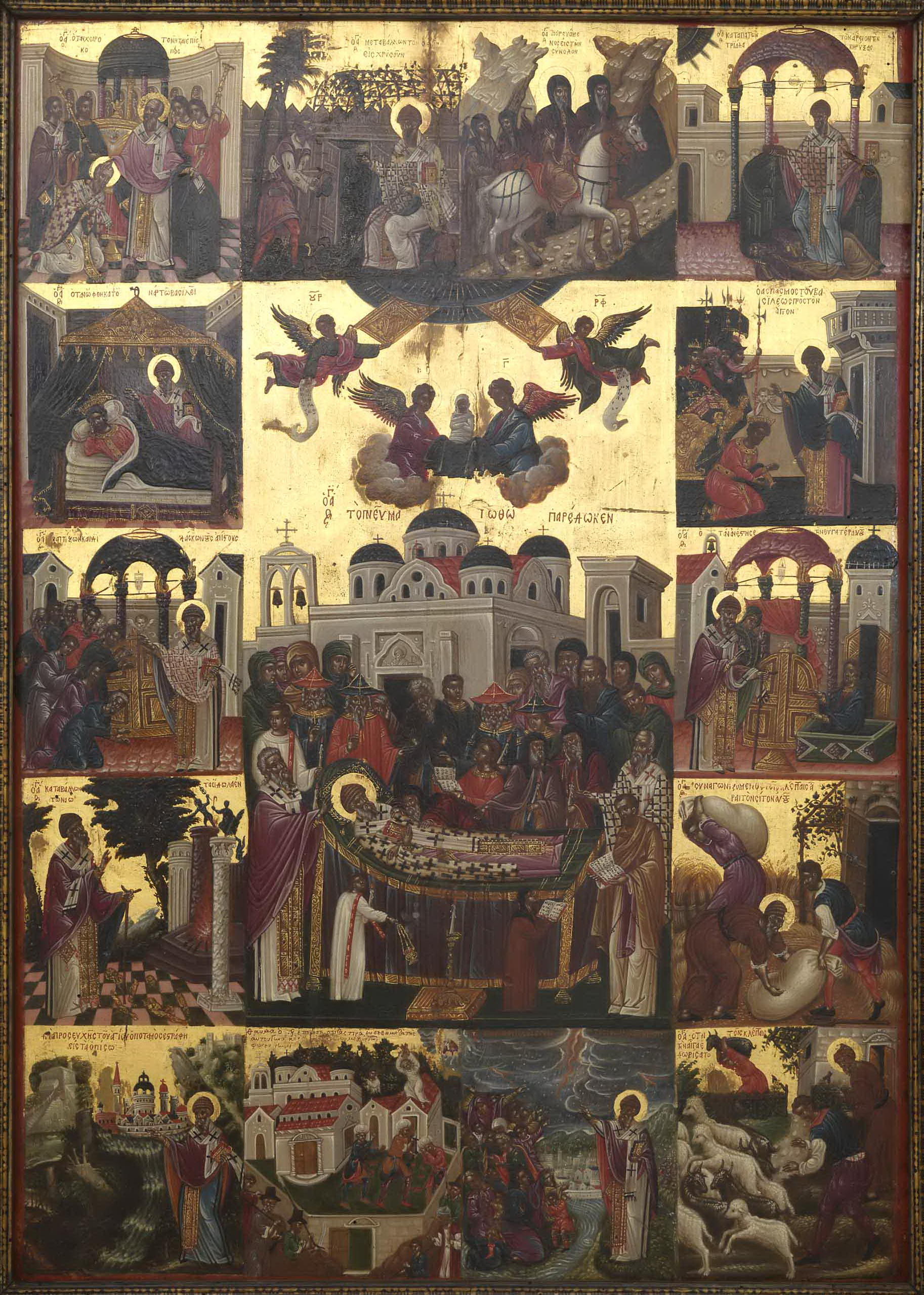
Assomption de St. Spyridon (1595)
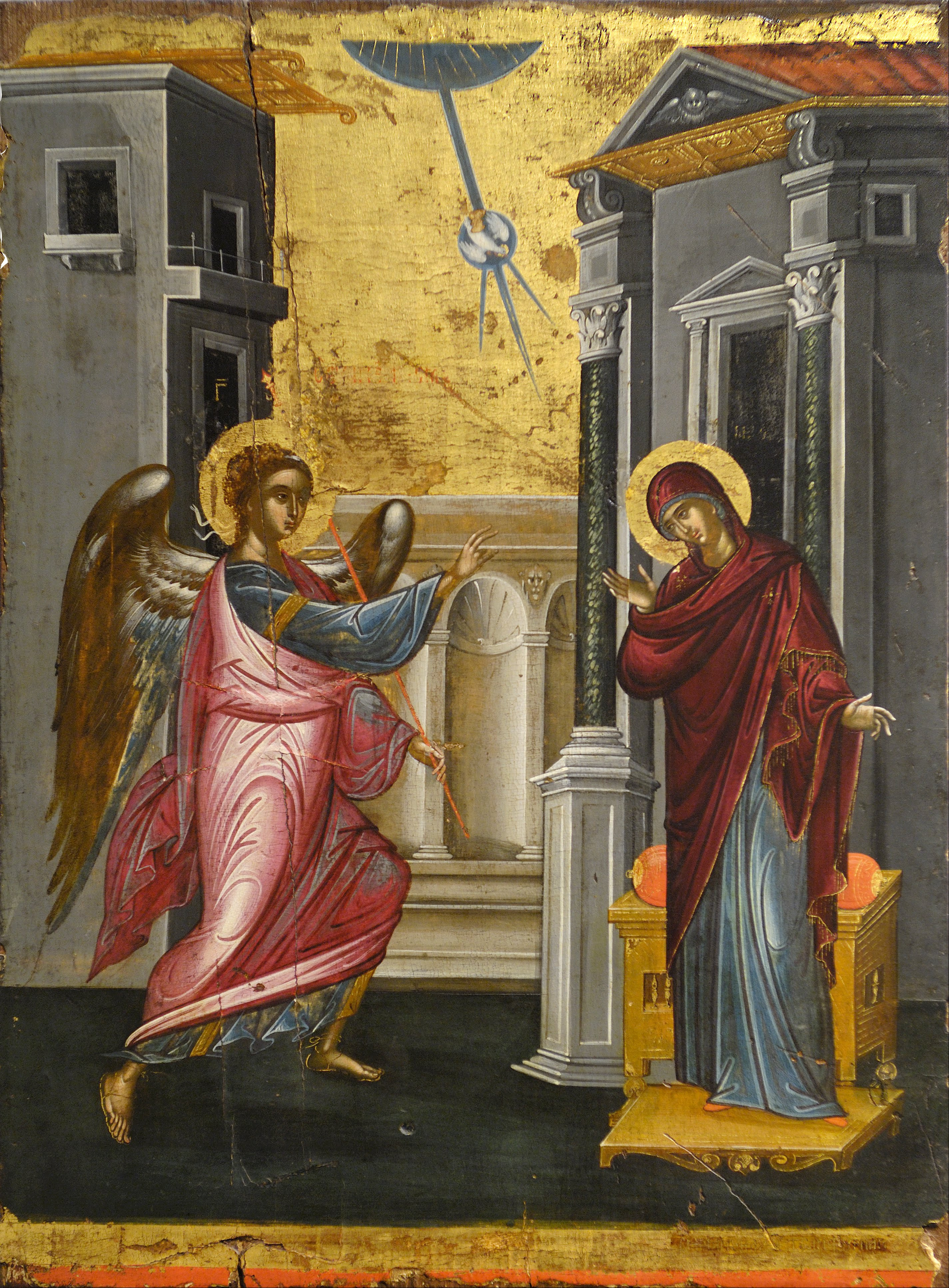
L'Annonciation.
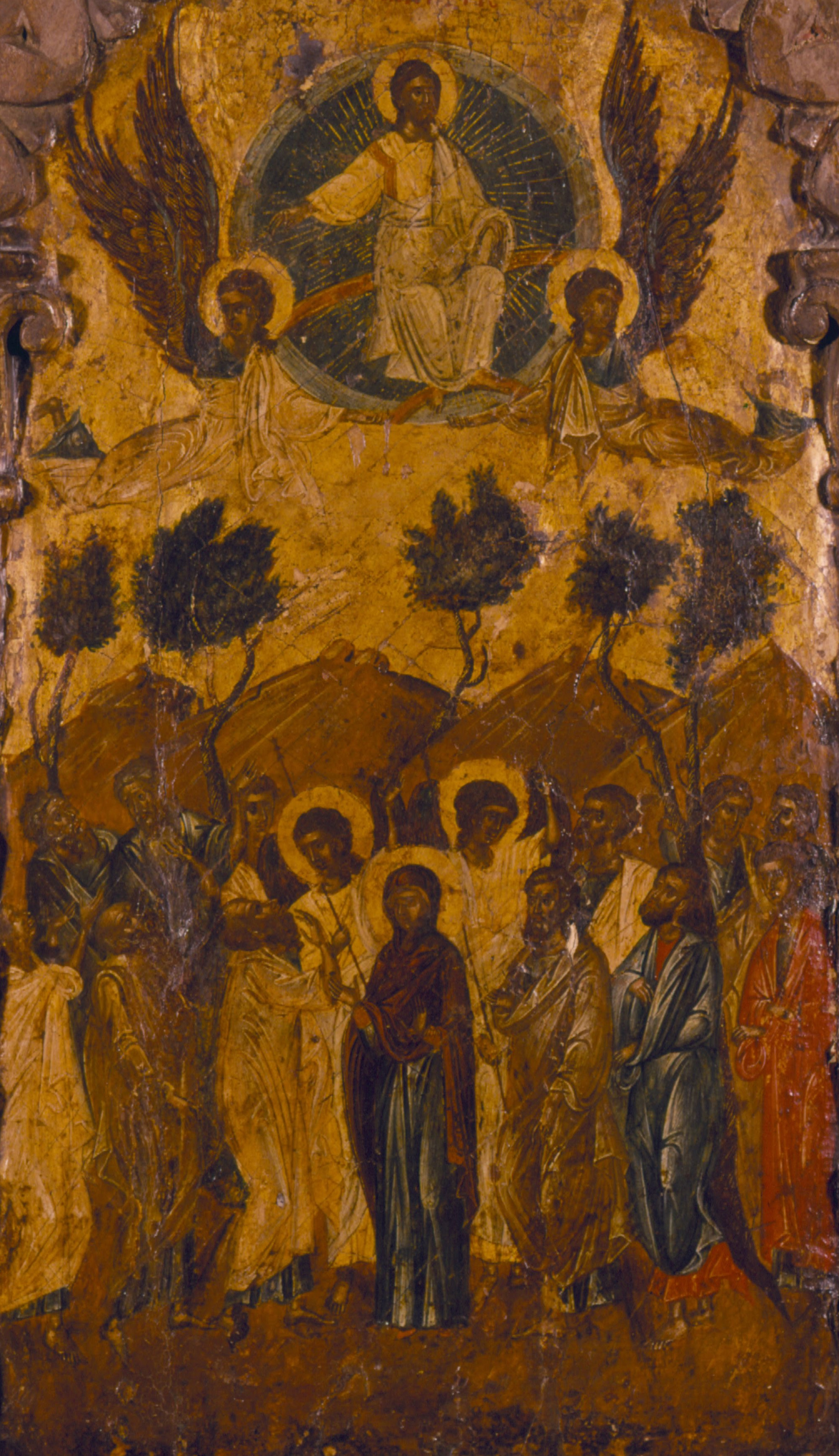
L'ascension.
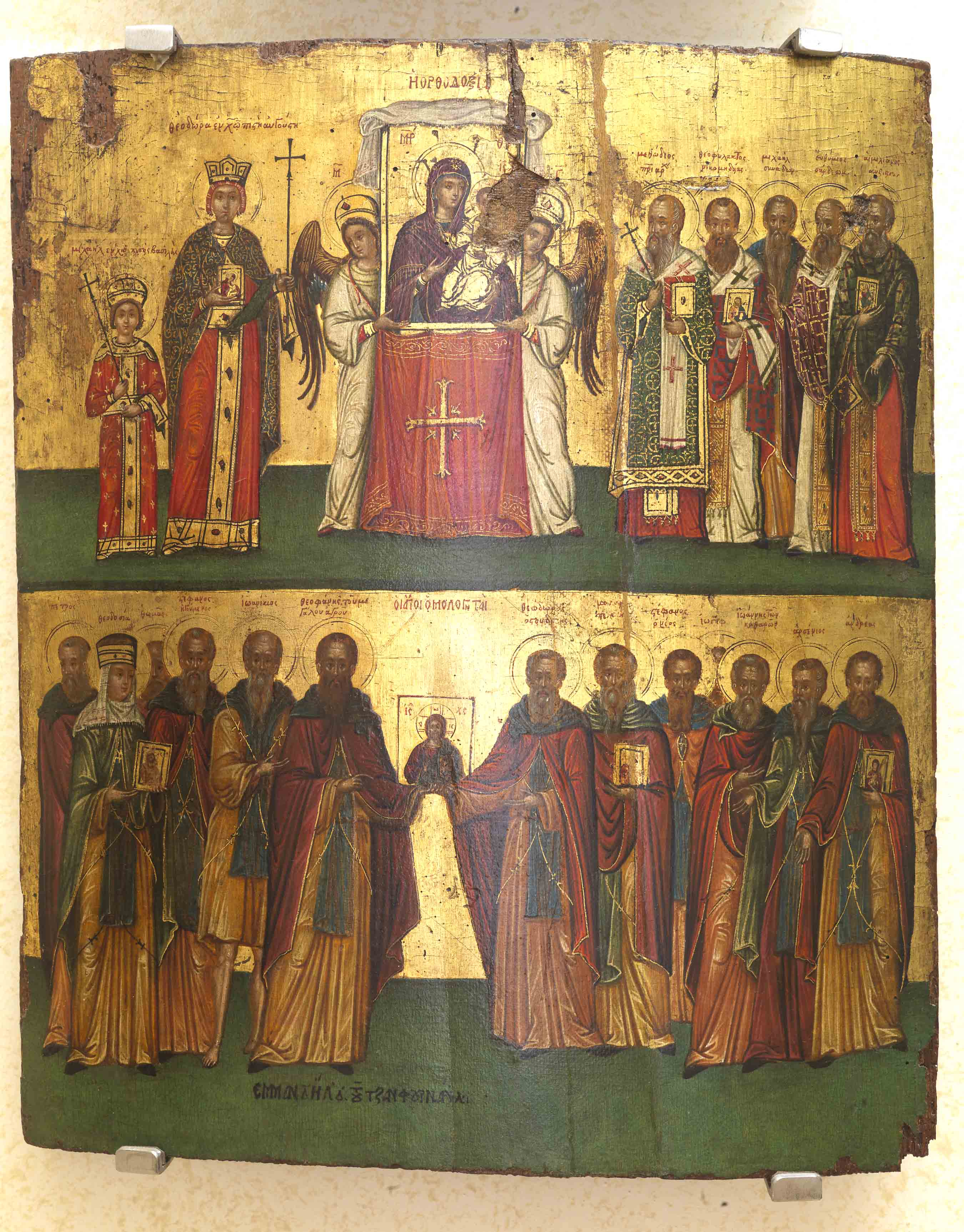
Triomphe de l'Orthodoxie.